# 서프라이즈 (영화)
"서프라이즈"는 2002년에 개봉한 대한민국의 영화이다.

## 캐스팅
- 신하균 : 인후 역
- 이요원 : 하영 역
- 김민희 : 미령 역
- 김학철 : 미령 부 역
- 윤미라 : 미령 모 역
- 이우진 : 기석 역
- 김지헌 : 기찬 역
- 맹봉학 : 크리닝센터 직원 역
- 박선아 : 미전 역
- 염동헌 : 경찰 1 역
- 류성현 : 경찰 2 역
- 공형진 : 두형 역 (특별출연)
- 공효진 : 인주 역 (특별출연)
- 류승수 : 미용실 남자 손님 역 (특별출연)
- 이영진 : 충돌녀 역 (특별출연)
- 이선균 : 진짜 정우 역 (특별출연)